# Girugämesh
Girugämesh (ギルガメッシュ?, girugamesshu, derivato dal nome Gilgamesh) è il nome di una rock band giapponese, formatasi nel 2003.

## Storia

### 2003-2006: Formazione
Shuu e Nii si conoscevano dai tempi delle scuole elementari, e hanno suonato insieme la prima volta quando frequentavano ancora le scuole superiori. Hanno iniziato a suonare con l'attuale formazione nel 2004, fino a quando hanno firmato per l'etichetta Gaina-Japan. Il loro primo singolo, Kaisen Sengen, ha raggiunto la decima posizione in Giappone.
Nel 2005, i girugämesh hanno iniziato un tour nazionale, dopo il quale hanno pubblicato il loro primo DVD, e, dopo un altro periodo di tour, un EP, Goku - Shohankei Enban.
Nel 2007, hanno firmato per l'etichetta europea Gan-Shin, facendone uno dei gruppi giapponesi più distribuiti fuori dal Giappone. La band è stata una delle 9 band del festival di rock giapponese a Los Angeles, chiamato "J-Rock Revolution". Suonarono nella seconda notte insieme a band come Merry, D'espairsRay, e Mucc. Durante il periodo del J-Rock Revolution, alcune delle band, compresi i girugämesh, hanno pubblicato del materiale su iTunes, diventando una delle poche band giapponesi disponibili sul sito. A proposito di ciò, Ryo ha commentato: "se la band ti è davvero piaciuta dopo il primo ascolto, sicuramente comprerai il cd originale."
Il 4 novembre 2008 uscirà in Europa il loro nuovo album "Music".
In un'intervista di poco tempo fa, i girugamesh hanno confermato che il loro prossimo album uscirà il 16 dicembre 2009.

### Successo internazionale
Nell'estate del 2007, i girugämesh hanno pubblicato un EP intitolato Reason of Crying, e in dicembre hanno pubblicato il loro album eponimo, girugämesh.
Nel 2008, in supporto a girugämesh, la band è stata in tour in Giappone e in Europa, (più precisamente in Germania, Francia, Regno Unito, Svezia e Finlandia con un tour intitolato "Stupid Tour '08".
La band ha suonato anche al Wacken Open Air.

## Formazione

### Formazione attuale
- Satoshi (左迅?) – voce
- Nii (弐?) – chitarra
- Shuu (愁?) – basso
- Яyo – batteria

### Ex componenti
- Cyrien – voce (2003)
- Hotaru – chitarra (2003-2004)

## Discografia

### Album
- 2006 - 13's Reborn
- 2007 - girugämesh
- 2008 - Music
- 2009 - NOW
- 2011 - GO
- 2013 - MONSTER

### EP
- 2005 - Goku -Shohan kata enban-
- 2007 - Reason of Crying
- 2014 - Gravitation

### Singoli
- 2009 - ALIVE
- 2009 - BORDER
- 2009 - Crying rain
- 2010 - COLOR
- 2010 - Inochi no Ki
- 2012 - Pray
- 2012 - Zecchou BANG
- 2012 - Zantetsuken
- 2013 - INCOMPLETE

#### Demo tape
- 2003 - Dekiai -Shisaku kata enban-
- 2007 - Stupid -Kyoku kata enban-

#### Singoli originali
- 2004 - Jelato
- 2004 - Kaisen sengen -Kikaku kata enban-
- 2004 - Mikongyaku
- 2004 - Kuukyo no utsuwa -Kyosaku kata enban-
- 2005 - Kosaki uta -Kaijō kata enban-
- 2005 - Senyū kyoutō uta; split con i Marusa
- 2005 - Kyozetsusareta Tsukue -Tandoku kata enban-
- 2005 - Fukai no yami -Mayosake kata enban-
- 2005 - Honnō Kaihō -Kakusei kata enban-
- 2005 - Risei kairan -Ranchō kata enban-
- 2006 - Rei -Zero- -Mukei kata enban-
- 2006 - Omae ni sasageru minikui koe
- 2007 - Volcano; pubblicato in formato DVD